# Art Taylor
Art Taylor, właśc. Arthur S. Taylor Jr. (ur. 6 kwietnia 1929 w Nowym Jorku, zm. 6 lutego 1995 tamże) – amerykański perkusista jazzowy.

## Życiorys
Występował od 1948, grając z takimi muzykami, jak Howard McGhee, Coleman Hawkins, George Wallington i Bud Powell. Był członkiem tria pianisty Reda Garlanda, Nagrał kilka płyt z Johnem Coltrane’em, a także z Milesem Davisem (Miles Ahead) i Theloniousem Monkiem. W 1957 był członkiem kwartetu Kenny’ego Dorhama. Prowadził również własną grupę Wailers.
W 1963 wyjechał do Europy, gdzie przebywał przez dwadzieścia lat (głównie we Francji i w Belgii). Występował tam z innymi Amerykanami zamieszkałymi w Europie – Dexterem Gordonem i Johnnym Griffinem. Wywiady z muzykami jazzowymi złożyły się na jego książkę Notes and Tones wydaną w 1977.
W latach 90. ponownie prowadził grupę Wailers w USA.

## Dyskografia

### Jako leader
- 1956: Taylor's Wailers (Prestige)
- 1959: Taylor's Tenors (Prestige)
- 1960: A.T.'s Delight (Blue Note)
- 1991: Mr. A.T. (Enja)
- 1992: Wailin' at the Vanguard (Verve)

### Jako sideman
z Dorothy Ashby
- In a Minor Groove (1958)

z Kennym Burrellem i Jimmym Raneyem
- 2 Guitars (Prestige, 1957)

z Donaldem Byrdem
- Off to the Races (1958)
- Byrd in Hand (1959)

z Paulem Chambersem
- Bass on Top (1957)

z Sonnym Clarkiem
- Sonny’s Crib (1957)

z Pepperem Adamsem
- Baritones and French Horns (1957)

z Johnem Coltrane’em
- Wheelin’ & Dealin’ (1957)
- Trane's Blues (1957)
- Interplay (1957)
- Black Pearls (1958)
- Lush Life (1958)
- The Believer (1958)
- Settin' the Pace (1958)
- The Last Trane (1958)
- Jazz Way Out (1958)
- Soultrane (1958)
- Giant Steps (1959)
- Bahia (1964)
- Alternate Takes (1975)

z Eddiem „Lockjaw” Davisem
- Goin' to the Meeting (Prestige, 1962)

z Milesem Davisem
- Miles Ahead (1957)

z Walterem Davisem Juniorem
- Davis Cup (1959)

z Kennym Dorhamem
- Show Boat (1960)

z Artem Farmerem
- The Art Farmer Septet Prestige, 1953-54)
- When Farmer Met Gryce (Prestige, 1955) z Gigim Gryce’em

z Tommym Flanaganem
- Thelonica (1983)

z Redem Garlandem
- A Garland Of Red (1956)
- The P.C. Blues (1956)
- All Morning Long (1957)
- Groovy (1957)
- High Pressure (1957)
- Soul Junction (1957)
- All Kinds of Weather (1958)

z Bennym Golsonem
- Gettin' with It (New Jazz, 1959)
- Free (Argo, 1962)

z Dexterem Gordonem
- One Flight Up (Blue Note, 1964)

z Bennie Greenem
- Hornful of Soul (1960)

z Miltem Jacksonem
- Bags & Flutes (Atlantic, 1957)

z Cliffordem Jordanem
- Cliff Jordan (Blue Note, 1957)

z Dukem Jordanem
- Flight to Jordan (1960)

z Jackie McLeanem
- Swing, Swang, Swingin’ (1959)
- Capuchin Swing (1960)

z Theloniousem Monkiem
- The Thelonious Monk Orchestra at Town Hall (1959)

z Lee Morganem
- Introducing Lee Morgan (1956)
- City Lights (1957)
- Candy (1957)

z Dizzym Reece
- Blues in Trinity (1958)

z Horace’em Silverem
- Silver’s Blue (1957)

z Louisem Smithem
- Here Comes Louis Smith (1958)

ze Stanleyem Turrentine’em
- ZT's Blues (1961)

z Malem Waldronem
- Mal/2 (1957)
- The Dealers (1957)

z George’em Wallingtonem
- Live! at Cafe Bohemia (1955)

z Kai Windingiem i J.J. Johnsonem
- The Great Kai & J.J. (Impulse!, 1960)